# Ex-Yugos
Ex-Yugos са поднасловом Млади мигранти из Југославије и њених држава наследница у Немачкој је књига аутора Ридигера Росига објављена 2008. године у издању Archiv-der-Jugendkulturen-Verl-а из Берлина, Немачка.

## О књизи
Књига Ex-Yugos је прича о младим мигрантима са простора бивше Југославије који већ дуго живе у Немачкој. Књига се састоји из низа интервјуа и текстова о мигрантима који причају своју животну причу са циљем, како каже аутор "да се направи један мали документ еx. Југословенске миграције у Немачкој, документ који може да служи и као поуздан индикатор друштвених промена".
Током деведесетих година прошлог века у периоду распада Југославије, рата у Словенији, Босни и Хрватској, бомбардовања Србије од стране НАТО-а, Ридигер Росиг, уредник берлинских дневних новина и месечних новина на енглеском језику The German Times, живио је у Хрватској и Босни и Херцеговини ангажован од стране УН-а и ОСЦЕ-а. Током тог боравка анализира позадину сукоба, говори о разноликом омладинском културном процвату у бившој Југославији, извештава како су први „Југоси” дошли у Немачку као „гастарбајтери” и како су рок музика, а тиме и западна поп култура истовремено покорили југословенску омладину, како су Југоси на крају постали Босанци, Хрвати, Срби, али пре свега Немци и како су Немци постали Југо, и приказује даље многе младе, културно активне (бивше) Југе у СР Немачкој. Росиг је продро у сложену, контрадикторну, рањену историју култура бивше Југославије и њихових манифестација - посебно у Немачкој.
У књизи аутор комбинује и пише о три југословенске теме: распад државе, миграције и музичку сцену. Када описије распад државе, у том делу се не треба очекивати много. Књига је посебно снажна у оним деловима где описује однос некадашњих југословенских рокера према распаду државе и рату или када објашњава линије раседа између некадашњих печалбара и креативних ратних избеглица у Немачкој. Објашњава како је Југославија била добро место за музичке ствараоце који су могли ту удобно да комбинују југословенство и космополитизам. Распадом Југославије, много мање, осиромашене државе наследнице са својим доминантним етнонационалним дискурсом више нису биле добро поље за њих. Многи су побегли, посебно из градова попут Београда и Сарајева. И тако је настала немачка југословенска сцена. Они су се разликовали од ранијих гасарбајтера, печалбара. Росигови јунаци истичу разлику између себе и печалбара. Такође истиче да нипошто нису све ратне избеглице припале креативној интелигенцији, долазили су и људи дугих занимања.
Књига обилује низом фотографија сарајевског фотографа Нихада Нине Пушија, који такође живи у Немачкој. Насловну страну књиге краси лик Јосипа Броза Тита оштампан на малој миришљавој јелци која виси на ретровизору једног сарајевског таксија. Црно-беле фотографије приказују рок концерте и верска окупљања, уморне мигранте и срећне боеме, уништене куће у Босни и модерне барове у Берлину, оскудну кухињу у избегличком дому и велики тањир са роштиља у ресторану Балкан.